# Monument als Propulsors del Ferrocarril
El Monument als Propulsors del Ferrocarril és un monument del municipi de Vilanova i la Geltrú (Garraf) protegit com a bé cultural d'interès local.

## Descripció
És un monument amb base de planta de creu i dos graons que suporta un cos central de planta quadrada amb pilastres als angles i un coronament escultòric. Aquesta part superior és la més interessant del conjunt, format per un cos central de secció quadrada que serveix de base a una estàtua que culmina l'obra i que representa Catalunya. Les quatre estàtues situades damunt les pilastres del cos central representen Barcelona, Vilanova, Valls i la via Fèrria. El conjunt es completa amb medallons que contenen relleus amb les efígies dels homes del ferrocarril, com Francesc Gumà i Ferran, Víctor Balaguer, Pau Soler i Joan de Torrents, així com inscripcions commemoratives.

## Història
Es començà a construir l'any 1881. El projecte, que havia resultat premiat en concurs públic convocat amb la finalitat de commemorar la inauguració del ferrocarril, va ser realitzat per Ramon Padró, amb escultures de Joan Roig i Solé. L'any 1933 l'arquitecte municipal Josep M. Miró i Guibernau va dirigir les obres d'urbanització de la plaça.